# Colpoptera caldwelli
Colpoptera caldwelli är en insektsart som beskrevs av Metcalf 1958. Colpoptera caldwelli ingår i släktet Colpoptera och familjen sköldstritar. Inga underarter finns listade i Catalogue of Life.